# Ocotea obovatifolia
Ocotea obovatifolia är en lagerväxtart som beskrevs av Van der Werff. Ocotea obovatifolia ingår i släktet Ocotea och familjen lagerväxter. Inga underarter finns listade i Catalogue of Life.